# محمود المعايطة
محمود المعايطة (1933-)

## ولادته ونشأته
ولد محمود المعايطة في مدينة الكرك الجنوب من عمان في المملكة الأردنية الهاشمية (إمارة شرق الأردن آنذاك) في عام 1933. تلقى دروسه الابتدائية في مدارس الكرك، ثم تابع تعليمه في السلط وتخرج منها عام 1943. شارك عام 1941، قبل تخرجه، في المظاهرات دعما لثورة رشيد عالي الكيلاني في العراق بتشجيع من أساتذته في المدرسة.

## العمل العسكري
بعد التحاقه بالقوات المسلحة الأردنية (الجيش العربي الأردني آنذاك)، إنضم المعايطة إلى حزب البعث العربي الاشتراكي عام 1947 إيماناً منه بمبادئ وطروحات الحزب، وكان إذاك مرشحاً في الجيش في سرية الأمن الثانية في القدس. شارك مع قاسم الناصر وراضي العبد الله في تدريب عناصر حركة الجهاد المقدس التي أسسها الشهيد عبد القادر الحسيني والتي أظهرت فيما بعد مواقف بطولية مشرفة.
في عام 1948 أصدر محمود المعايطة الأوامر لجنوده بإطلاق النار على اليهود المتواجدين في مدرسة اليهود في القدس القديمة لإسكات العيارات النارية العديدة التي تسببت في مقتل امرأة فلسطينية حامل تسير قرب بيتها، ورد الجنود على إطلاق النار ثائرين على قتل المرأة الفلسطينية فقتل منهم 21 يهودياً. وعلى إثر هذه الحادثة، شكلت هيئة تحقيق برئاسة الزعيم برود هيرست قائد كتيبة المدفعية، وتم نقله إلى سلاح المدفعية في عمان، حيث استلم قائد فئة أولى في البطارية الثانية.

## حركة الضباط الأحرار
جاءت فكرة تأسيس حركة الضباط الأحرار الأردنيين نتيجة للأحداث والنتائج التي أصابت جماهير الشعب العربي على أثر نكبة 1948 والتي اعطت دروسا عميقة منها غياب التخطيط المدروس على اسس علمية، وان وحدة الهدف الوطني والقومي ضرورة لتلائم النضالين من أجل الوحدة الوطنية والتكامل القومي.
من هنا إنبثق تصور بناء تنظيم سري من ضباط الجيش باسم حركة الضباط الأحرار على أن يكون ضباط حزب البعث العربي هم العمود الفقري للتنظيم، وأن يشمل كل ضابط قومي الاتجاه ويتقبل كل تبعات العمل مهما كانت الصعوبات وعلى استعداد تام للتضحية من أجل قضية الشعب. وعليه، فقد شكل الضباط المنتمين لحزب البعث، وهم: شاهر أبو شحوت، قاسم الناصر، تركي الهنداوي، بالإضافة للمعايطة نواة التنظيم العسكري للحركة. وقد عمل هذا التنظيم بتناغم واع مع الحركة الوطنية الأردنية على أسس ديمقراطية، وعلى أساس أن الأردن جزء من الوطن العربي والأمة العربية، يرتبط مصيره بمصير هذه الأمة وأن يكون فاعلاً ومشاركاً بمسيرة حركة التحرر العربي.، وأن كل ضابط يتم اختياره وجب التأكد من أن لديه الصفات الضرورية التي تؤهله للتنظيم.
أثمر هذا التنظيم من خلال تنفيذ عملية تعريب الجيش الأردني، وقد كان المعايطة من ضمن أعضاء الحركة الذين أصدر إليهم الملك الحسين بن طلال أوامره بنفيذ عملية التعريب. لكن بعد ذلك اعتقل المعايطة بسبب الوشاية والاتهام الكاذبيين بمحاولة حركة الضباط الأحرار قلب نظام الحكم. بقي المعايطة في معتقل الجفر لمدة تجاوزت السبع سنوات منذ عام 1957 برفقة: شاهر أبو شحوت، أحمد زعرور، تركي الهنداوي، ضافي الجمعاني، شوكت السبول، عبد الله قاعد وجعفر الشامي وغيرهم، أما الجزء الآخر من أعضاء التنظيم فقد خرجوا لاجئين إلى سوريا، ومنهم: علي أبو نوار، علي الحياري، قاسم الناصر، محمود الموسى،سعيد السبع ، عصام الجندي، كمال الحياري، وغيرهم، إلى أن صدر عفو عام شمل أعضاء التنظيم كافة.